# Mount Noel, Antarktis
Mount Noel är ett berg i Antarktis. Det ligger i Västantarktis. Argentina, Chile och Storbritannien gör anspråk på området. Toppen på Mount Noel är 1 600 meter över havet.
Terrängen runt Mount Noel är huvudsakligen lite kuperad. Mount Noel är den högsta punkten i trakten. Trakten är obefolkad. Det finns inga samhällen i närheten.